# Michelbach (Aarbergen)

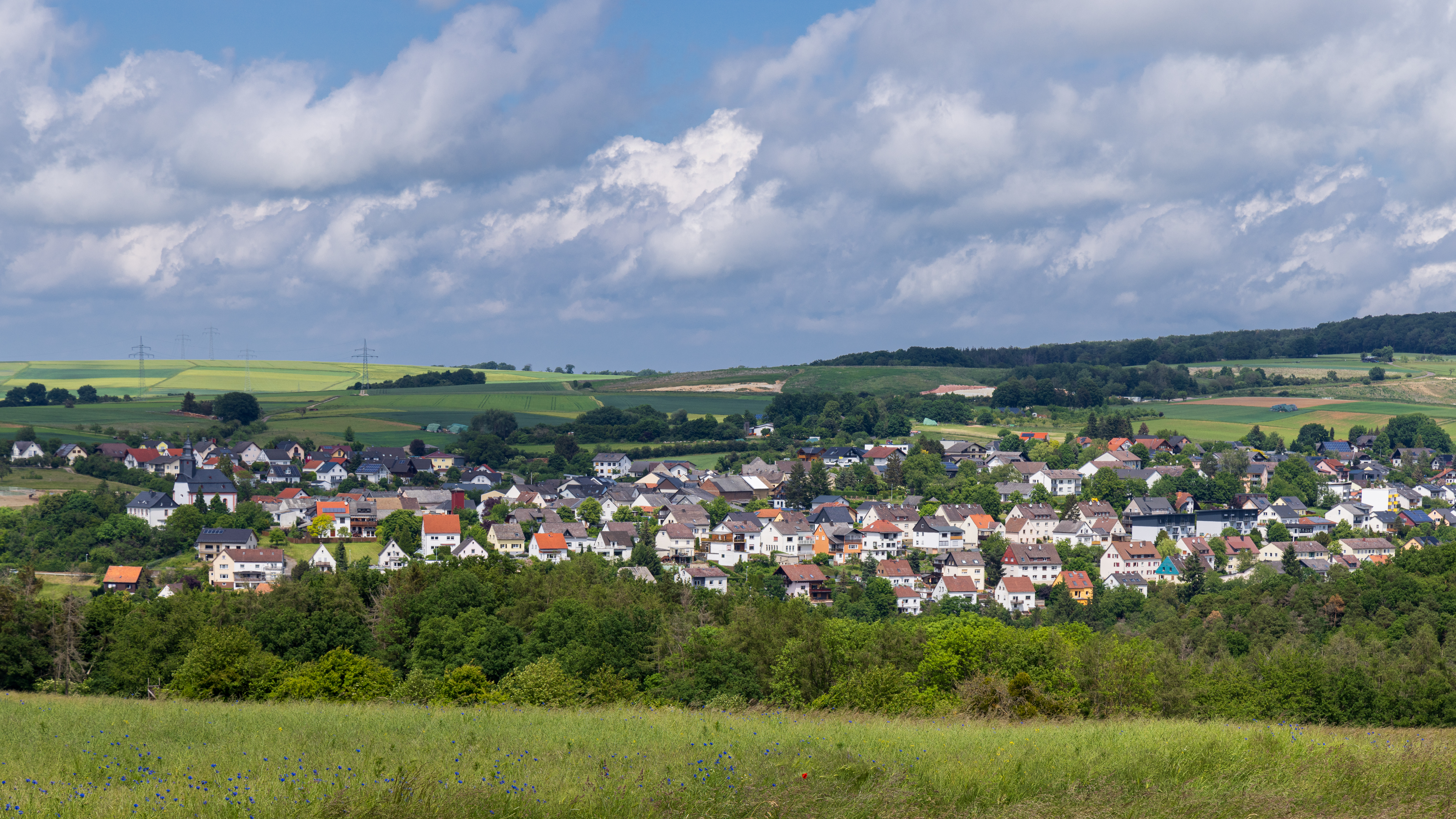
Michelbach von Nordosten aus gesehen

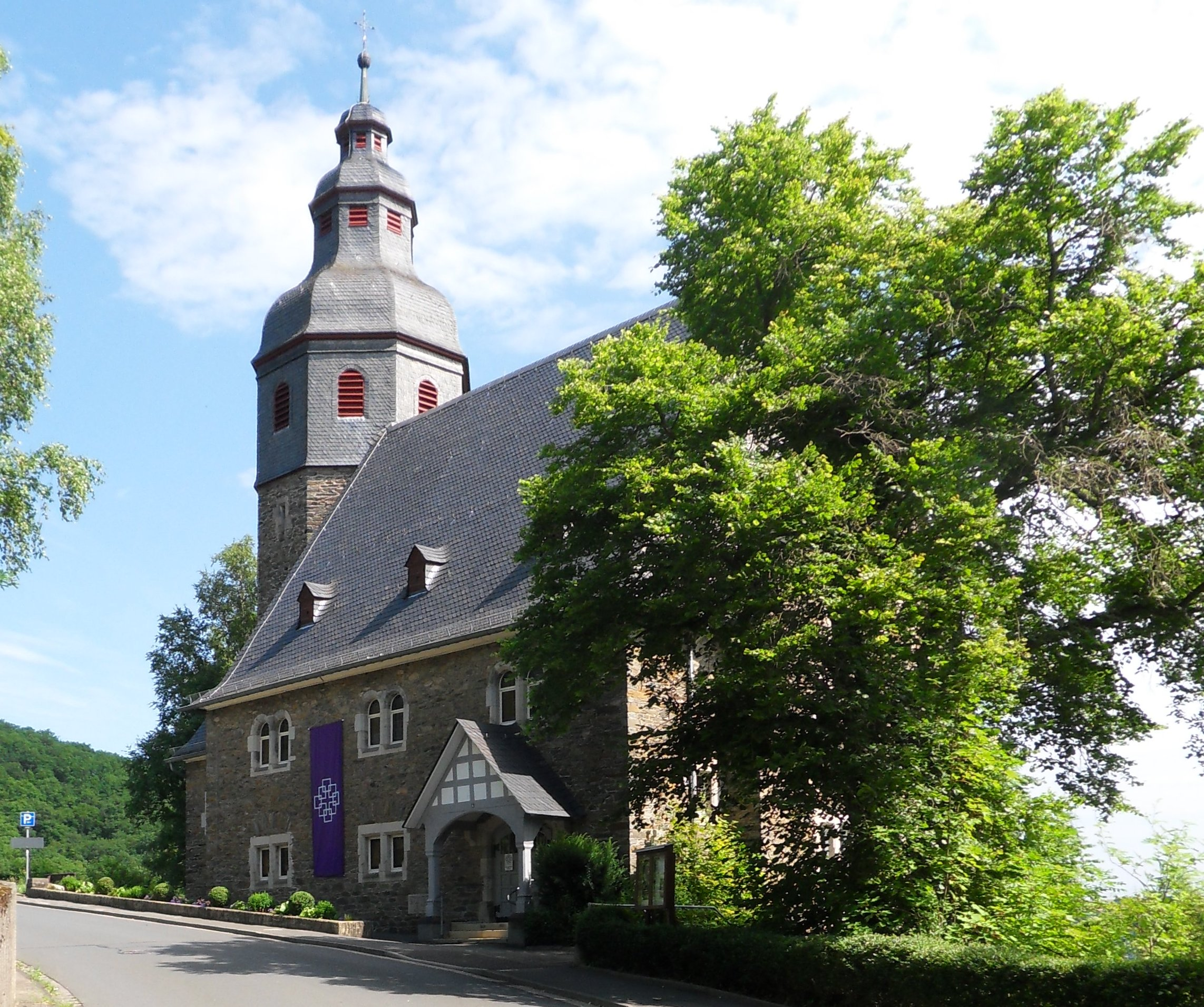
Evangelische Kirche, Blick von Süden

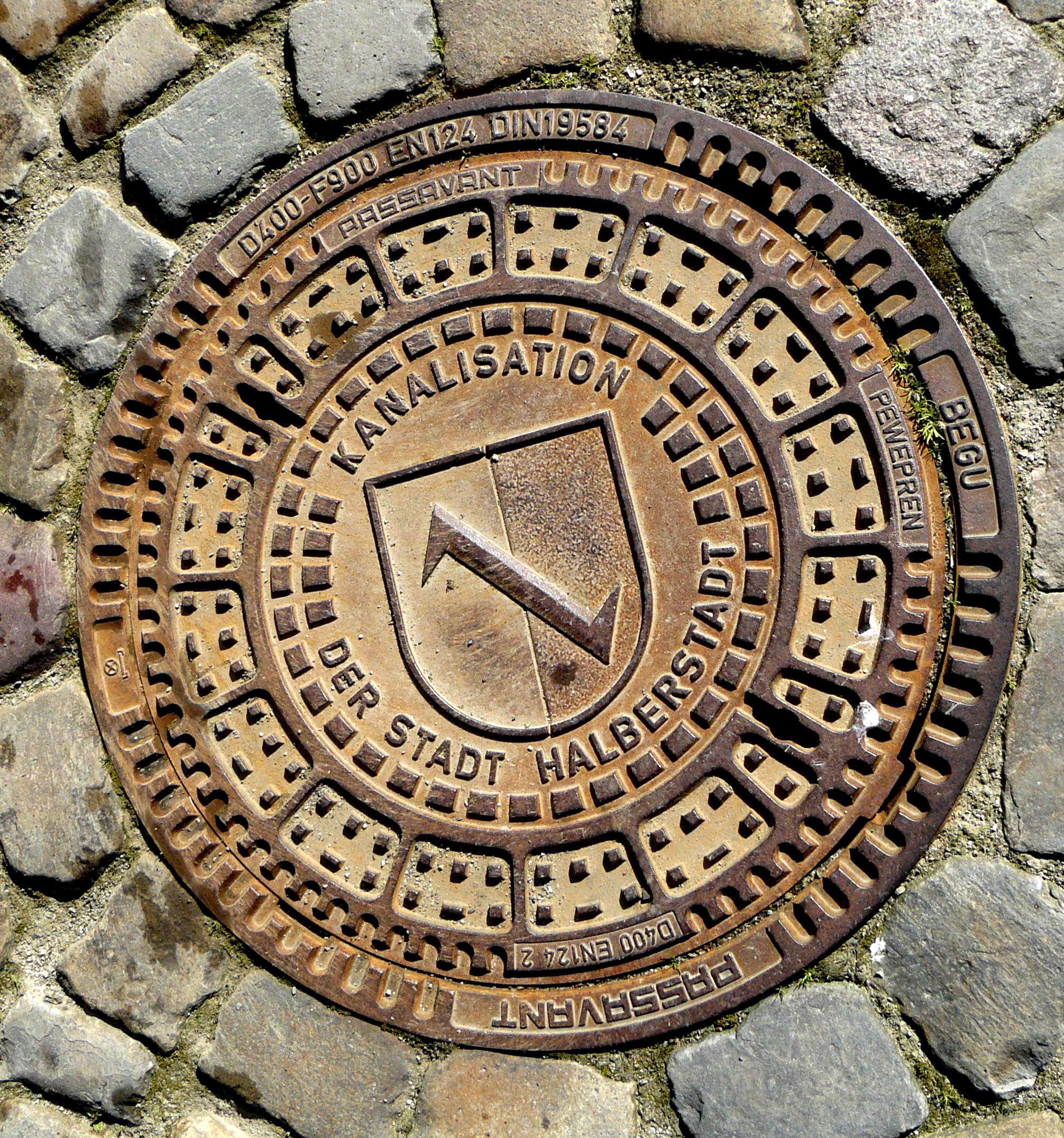
Schachtdeckel der Firma Passavant in Halberstadt

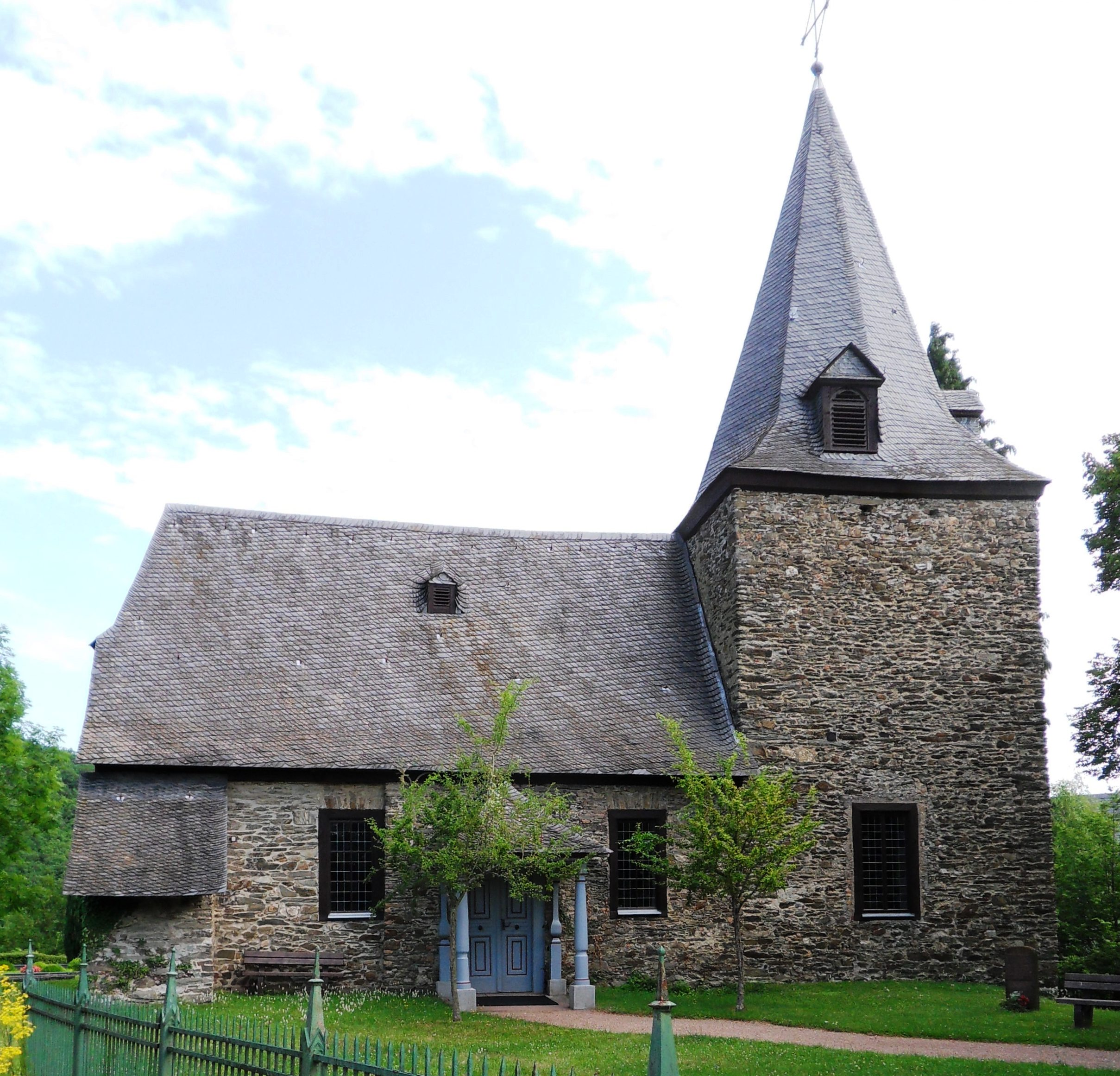
Alte Pfarrkirche, Blick von Süden

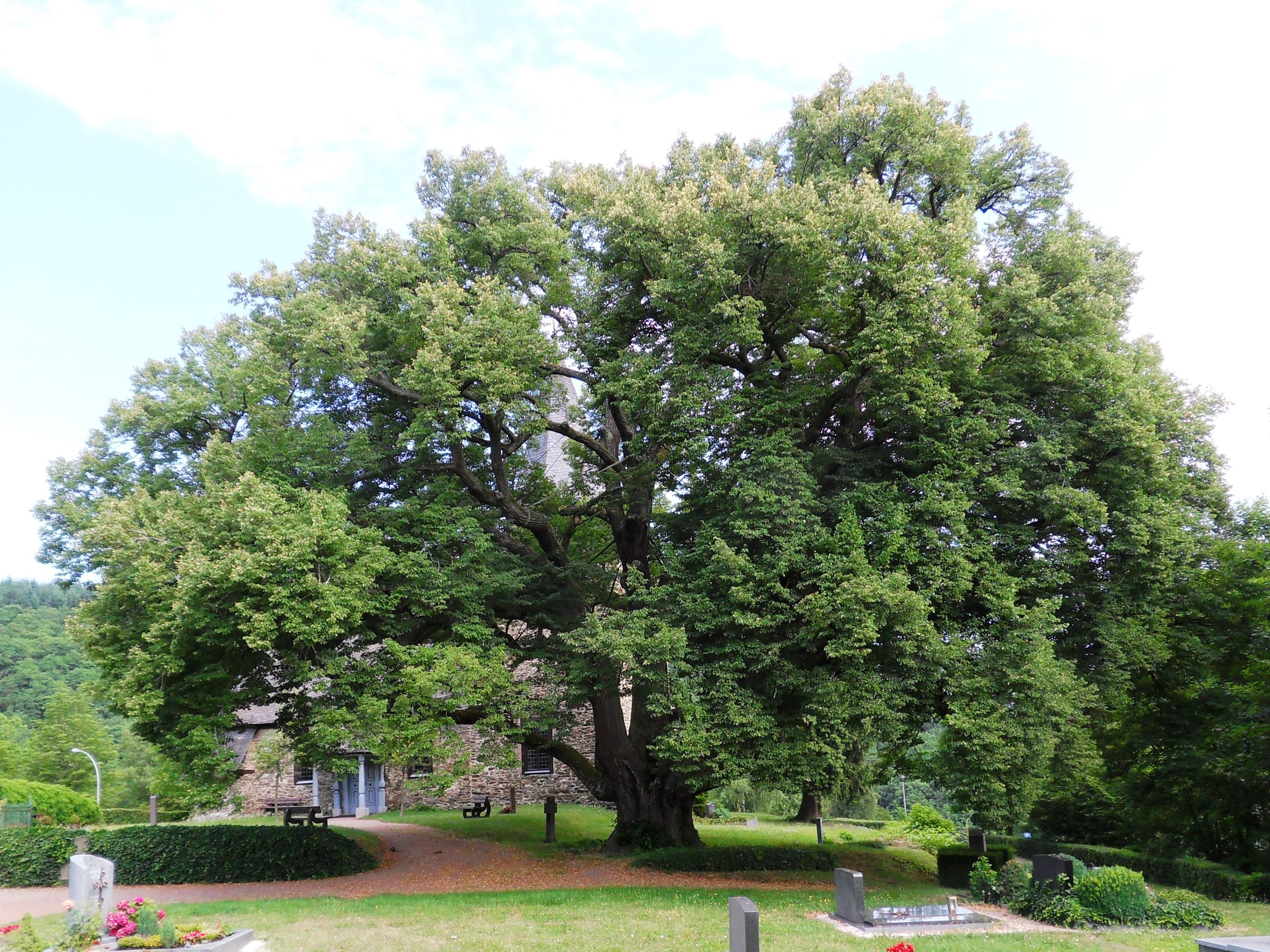
Die Apostellinde

Michelbach ist der größte Ortsteil der Gemeinde Aarbergen im südhessischen Rheingau-Taunus-Kreis.

## Geographische Lage
Michelbach liegt im westlichen Hintertaunus zwischen dem Taunushauptkamm im Süden und der Lahn im Norden an der Einmündung des Michelbachs in das Aartal.

## Geschichte
Michelbach wurde erstmals im Jahre 1184 als Michelnbach erwähnt. Zur Zeit des Herzogtums Nassau gehörte Michelbach zum Amt Wehen. Nach der Annexion durch Preußen wurde es 1867 dem Untertaunuskreis im Regierungsbezirk Wiesbaden zugeordnet.
Im Zuge der Gebietsreform in Hessen fusionierten die bis dahin eigenständigen Gemeinden Daisbach, Hausen über Aar, Kettenbach, Michelbach, Panrod und Rückershausen am 31. Dezember 1970 freiwillig zur neuen Gemeinde Aarbergen. Für jeden Ortsteil wurde durch die Hauptsatzung ein Ortsbezirk mit Ortsbeirat und Ortsvorsteher nach der Hessischen Gemeindeordnung eingerichtet.

## Wirtschaft und Infrastruktur
Seit 1656 besteht am Ort die Michelbacher Hütte. Sie wurde zunächst als landesherrliches Eisenhüttenwerk von den Grafen von Nassau-Idstein betrieben. 1885 übernahm Adolph Passavant den Betrieb. Die seitdem in Michelbach hergestellten Kanaldeckel mit der Aufschrift „Passavant“ sind fast weltweit verbreitet.
Im Jahr 1954 wurde die Aartalschule als Kooperative Gesamtschule erbaut.
Im Ort gibt es zudem ein Schwimmbad,  ein Dorfgemeinschaftshaus und die Kirchfeldhalle, einen Kindergarten, die Villa Kunterbunt, eine Sporthalle, einen Sportplatz, sowie einen Segelflugplatz.
Durch den Ort verläuft die Landesstraße 3373. Im Norden trifft sie auf die Bundesstraße 54.
Michelbach verfügt über einen denkmalgeschützten Bahnhof an der Aartalbahn. Seit der Einstellung des Personenverkehrs 1986 wird die Strecke nur mit Draisinen durch den Arbeitskreis Aartalbahn befahren.
Östlich des Ortes liegt das Segelfluggelände Michelbach.

## Kultur und Sehenswürdigkeiten

### Bauwerke
- Die alte Pfarrkirche auf dem Friedhof – entstanden als Wehrkirche im 12. Jahrhundert oder früher (mittelalterlicher Chorturm, Kreuzgewölbe, achteckiger Spitzhelm, runder Chorbogen) – steht unter Denkmalschutz. Heute wird das älteste Gebäude Aarbergens als Trauerhalle genutzt.[7]
- Spätgründerzeitliche evangelische Kirche von 1908.
- „Rahnstätter Hof“ (ehemaliges Hofgut), wieder aufgemauerter Brunnen mit einer Tafel, auf der die Geschichte in Kurzfassung zu lesen ist, unterhalb des Segelflugplatzes (erstmals 1194–98 erwähnt, 1870 wurde der Hof zur Auflösung freigegeben)

### Alte Linde auf dem Friedhof
Die unter Naturschutz stehende alte Linde auf dem Friedhof  wurde laut Schulchronik 1752 als 12-jähriger Setzling von Lehrer Kern (Kärn) aus Eisighofen gesetzt. Früher sollte jeder Lehrer, der neu in eine Gemeinde kam, einen Baum pflanzen. Durch seine zwölfarmige Ästung nannte man sie Apostellinde. Die Gemeinde hat viel zu ihrer Erhaltung beigetragen.

## Trivia
Der gebräuchliche Ortsneckname für die Bürger aus Michelbach ist Michelbacher Hammel. Möglicherweise geht der Name auf eine historische ausgeprägte Schafhaltung im Dorf zurück. Bis heute heißt die alljährliche Kerb in Michelbach Michelbacher Hammelkerb, wobei während des Festens auch ein Hammel versteigert wird.

## Persönlichkeiten
- Karl von Fasbender (1852–1933), bayerischer General der Infanterie
- Otto Anthes (1867–1954), Reformpädagoge